# Apogonichthyoides atripes
Apogonichthyoides atripes és una espècie de peix pertanyent a la família dels apogònids.

## Descripció
- Pot arribar a fer 9 cm de llargària màxima.
- Cos de color grisenc-marró a negre.
- Les aletes pectorals i caudal són clares mentre que totes les altres són negres.
- 8 espines i 9 radis tous a l'aleta dorsal i 2 espines i 8 radis tous a l'anal.
- Peduncle caudal curt.
- Aleta caudal lleugerament arrodonida i amb els cantons també arrodonits.
- Aletes pèlviques més grans que l'aleta dorsal.[5][6]

## Hàbitat
És un peix marí, demersal i de clima tropical que viu entre 6 i 30 m de fondària.

## Distribució geogràfica
Es troba al Pacífic sud-occidental: l'est d'Austràlia.

## Observacions
És inofensiu per als humans.